# Шишковцы (Днестровский район)
Шишковцы (укр. Шишківці) — село в Вашковецкой сельской общине Днестровского района Черновицкой области Украины.

## История
В июле 1995 года Кабинет министров Украины утвердил решение о приватизации находившегося здесь совхоза.
Население по переписи 2001 года составляло 1446 человек.
До 2020 года входило в Сокирянский район